# Karl Weiss (Archivar)

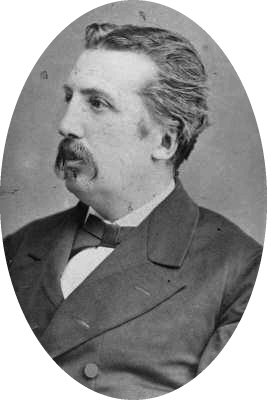
Karl Weiss (1880)

Karl Weiss, auch Weiß (* 13. Februar 1826 in Wien; † 23. Dezember 1895 ebenda), war ein österreichischer Archivar und Bibliothekar.

## Leben
Karl Weiss besuchte bis 1842 das Piaristengymnasium in der Josefstadt und trat 1843 in den Dienst des Magistrats der Stadt Wien. 1845 kam er in die Präsidialkanzlei, 1851 wurde er zum Kanzleioffizial befördert. Auf seinen Vorschlag wurde 1856 die Stadtbibliothek gegründet. Im Januar 1872 wurde ihm aufgrund seiner literarischen Leistungen das Ritterkreuz des Franz-Joseph-Ordens verliehen. 1874 wurde er zum Archiv- und Bibliotheksdirektor ernannt.

## Schriften
- Geschichte der öffentlichen Anstalten, Fonde und Stiftungen für die Armenversorgung in Wien. Kraumüller, Wien 1867.
- Wien's ältester Stadtplan aus den Jahren 1438 - 1455. Gerold, Wien 1869.
- Topographie der Stadt Wien. Verein für Landskunde von Niederösterreich. Wien 1876.
- (Hrsg.): Johann Adolf Tomaschek / Die Rechte und Freiheiten der Stadt Wien. Zwei Bände. Hölder, Wien 1879.
- Geschichte der Stadt Wien. 2. Aufl. Zwei Bände. Lechner, Wien 1882/1883.
- Festschrift aus Anlass der Vollendung des neuen Rathauses im Auftrage des Gemeinderathes der Reichshaupt- und Residenzstadt Wien. Selbstverlag des Gemeinderathes, Wien 1883.
- Das bedrängte Wien. Eine politisch-finanzielle Studie. 2. Aufl. Konegen, Wien 1885.